# سيسيليا مكينتوش
سيسيليا مكينتوش (بالإنجليزية: Cecilia McIntosh) هي لاعبة كرة قدم أسترالية أسترالية، ولدت في 21 يونيو 1979 في ملبورن في أستراليا.

## وصلات خارجية
- سيسيليا مكينتوش على موقع الاتحاد الدولي لألعاب القوى (الإنجليزية)
- سيسيليا مكينتوش على موقع النتائج التاريخية لألعاب القوى الأسترالية (الإنجليزية)
- سيسيليا مكينتوش على موقع IBSF (الإنجليزية)
- سيسيليا مكينتوش على موقع AustralianFootball.com (الإنجليزية)
- سيسيليا مكينتوش على موقع أوليمبيديا (الإنجليزية)
- سيسيليا مكينتوش على موقع اللجنة الأولمبية الأسترالية (الإنجليزية)